# Brimpton Common
Brimpton Common – wieś w Anglii, w hrabstwie Hampshire, w dystrykcie Basingstoke and Deane. Leży 36 km na północ od miasta Winchester i 76 km na zachód od Londynu.